# Завод «Навигатор»
Акционерное общество «Завод» — российское предприятие, выпускающее технические средства дальней навигации, аппаратуры систем единого времени. Это ведущий в России завод по производству навигационной аппаратуры. В 2007 году завод стал участником Федеральной целевой программы по дальнейшему совершенствованию системы глобального позиционирования и начал серийный выпуск спутниковой навигационной аппаратуры ГЛОНАСС/GPS.

## История
В 1925 году в Ленинграде на Малом проспекте Петроградской стороны, дом 2/4 появились мастерские ОГПУ по производству несгораемых шкафов. В 1932 году они были преобразованы в завод по производству спортинвентаря, а в 1936 — в завод по производству торгового оборудования. В военные годы предприятие выпускало продукцию для нужд фронта.
В 1945 году заводу были переданы 350 вагонов оборудования «Националь-Крупп» (Берлин) по производству кассовых аппаратов. Предприятие получило № 152 Министерства торговли СССР, заработала вторая производственная площадка на Пионерской улице, 32. Помимо кассовых аппаратов, до 1948 года на заводе производили холодильные шкафы и другое торговое оборудование. Численность персонала завода в 1948 году — 1200 человек.
В 1949 году завод был передан в ведение Министерства промышленности средств связи и перепрофилирован под выпуск аппаратуры слепой посадки. Заводу присвоили новое наименование — «Государственный Союзный завод № 275» (п/я 629).
С 1959 года предприятие стало осваивать производство аппаратуры разработки Ленинградского научно-исследовательского радиотехнического института. В 1966 году, с переходом в ведение Министерства радиопромышленности СССР, завод получил новое наименование — Завод Ленинградского научно-исследовательского радиотехнического института (п/я А-3940).
В 1991 году после распада СССР после многочисленных изменений на заводе был перерегистрирован устав и образовался новый завод. В 1990-е годы завод приобрел статус Федерального государственного унитарного предприятия.

## Продукция завода
К 1970 году сложились 4 основные направления выпуска опытных образцов серийной продукции: аппаратура передающих станций систем дальней радионавигации; аппаратура приемоиндикаторного парка, предназначенная для высокоточного определения координат подвижных объектов; аппаратура Системы единого времени стран высокой точности; высокоточные кварцевые, квантовые и водородные стандарты частоты и бортовые синхронизирующие устройства.
Помимо этого, на предприятии в разное время производили разнообразную гражданскую продукцию, например, малогабаритный абонентский громкоговоритель «Ленинград» (Иг3.843.001 ТУ).
В 2000-е годы заводом было освоено производство аппаратуры СЕВ третьего поколения, которой оснащен Центробанк и космодром «Свободный». В производстве находится[когда?] аппаратура для систем «Парус», «Надежда», ГЛОНАСС. Завод приступил[когда?] к выполнению опытных работ для Российского института радионавигации и времени.